# Piwigo
Piwigo, chiamata in precedenza PhpWebGallery, è un'applicazione web che permette di creare e condividere facilmente una galleria fotografica on-line.
È distribuita come software libero (con una licenza GPL), ed è conforme agli standard del web (HTML 4.01, CSS 2). È scritta in PHP e necessita la presenza di una base dati (MySQL, oppure MariaDB come seconda scelta).

## Cronologia
Piwigo è stato scritto in origine da Pierrick Le Gall. Nacque inizialmente da un'esperienza personale, non sapendo dell'esistenza di altri progetti. Il 15 aprile 2002 venne pubblicata la prima versione.
Piwigo permette l'uso dei modelli (o templates): basta avere buone nozioni di HTML e di CSS per ottenere template personalizzati, oppure affidarsi ai numerosi temi scaricabili un apposito menù all'interno dell'applicazione stessa.
Successivamente Piwigo ha velocemente rafforzato la separazione tra la struttura fisica, in cui sono immagazzinate le immagini, e la componente grafica (cioè ciò che vede il visitatore). Il risultato sono le "categorie virtuali".

## Funzionalità
Categorie virtualiogni immagine presente nelle galleria può essere associata, con una relazione puramente logica (nella base dati), ad una o più categorie virtuali. Lo scopo di queste categorie virtuali è dunque molteplice: per esempio una parte delle immagini potrebbe essere pubblica e l'altra privata. Con più categorie virtuali private e autorizzate su differenti gruppi di utenti, si ottiene una visualizzazione finale differente.
Visualizzazionenon e obbligatoriamente la stessa per tutti i visitatori, ma si adatta in funzione della risoluzione disponibile dello schermo.
Navigazionel'utente ha la scelta tra differenti modalità di navigazione:
- da una categoria all'altra
- dal calendario per data di pubblicazione (o per data di scatto se disponibile)
- approccio intuitivo delle immagini con i tag
- filtro delle immagini recenti
- vista globale delle categorie (o vista flat)

AutorizzazioniPiwigo non ha come obiettivo la protezione delle immagini, ma il numero di immagini accessibili può essere variato ed adattato con l'aiuto dei "permessi utenti" o dei "gruppi utenti".
Notifichetutti gli utenti possono essere informati delle novità grazie ai feed RSS. Può essere anche iscritto ad una mailing-list dell'amministratore che include le novità.
L'amministratore può gestire la convalida di nuovi utenti o commenti attraverso il flusso RSS ed altre notifiche via mail.
PluginPiwigo permette di visualizzare o distribuire la maggior parte dei formati file (offre supporto a Google Video, Dailymotion, YouTube, Google Maps, Google Earth e Sitemap).